# Azijski lav
Azijski lav (Panthera leo persica) je podvrsta lava koja je bila rasprostranjena od Indije do Grčke, ali je zbog lova ostalo manje od tisuću jedinki u Indiji. U 20. stoljeću ostalo je samo 12 jedinki - minimalno da se očuva vrsta. Nekoć strastveni lovac se posvetio očuvanju ovih životinja i smjestio ih u nacionalni park Sasan Gir u indijskoj državi Gujarat. Poslije je izbrojano 327 jedinki. 

## Opis
Afrički i azijski lav su genetski blizanci, a postoje male razlike. Azijski lavovi su svjetlije boje s malom grivom i velikim trbušnim naborom kože. Visoki su 1, a dugački 3 metra. Prosječna im je težina 240 kg, a mogu potrčati 65 km/h. Love jelene, antilope, bizone, krave, divlje svinje, majmune, ptice i u rijetkim slučajevima ljude. Izloženi su novom velikom problemu: nacionalni park prostire se na samo 1420 četvornih kilometara.